# Николози-Педара
Николози-Педара је насеље у Италији у округу Катанија, региону Сицилија.
Према процени из 2011. у насељу је живело 348 становника. Насеље се налази на надморској висини од 681 м.